# Oscar de Séjournet de Rameignies
Oscar-Henri-Joseph de Séjournet de Rameignies (Tourpes, 15 januari 1841 - Leuze-en-Hainaut, 7 juli 1926) was een Belgisch senator en burgemeester.

## Levensloop
Jonkheer Oscar de Séjournet was een zoon van Alexandre de Séjournet (1801-1861), burgemeester van Tourpes, en van Ludwine Liégeois (1801-1861). Hij was een kleinzoon van Alexandre de Séjournet (1748-1838) die in 1816 adelserkenning verkreeg en burgemeester was van Rameignies.
Hij trouwde in 1883 met Leonie Biebuyck (1844-1910). Ze hadden een zoon, zonder verder nageslacht. De familietak de Séjournet - Liégeois is uitgestorven.
In 1868 werd hij gemeenteraadslid en burgemeester van Tourpes. Hij werd ook provincieraadslid voor Henegouwen (1891-1894). 
In 1900 werd hij verkozen tot liberaal senator voor het arrondissement Doornik-Aat en vervulde dit mandaat tot in 1921.